# Congopyge lusingaense
Congopyge lusingaense är en mångfotingart. Congopyge lusingaense ingår i släktet Congopyge och familjen Odontopygidae. Inga underarter finns listade i Catalogue of Life.